# آریستا نتورکس
آریستا نتورکس (انگلیسی: Arista Networks) شرکت سخت‌افزار آمریکایی است، که در سال ۲۰۰۴ توسط اندی بکتولشیم و دیوید چریتون تأسیس شد.